# Floresta (Paraná)
Floresta é um município brasileiro do estado do Paraná.

## História
A região correspondente ao município de Floresta iniciou sua comercialização através da Companhia de Melhoramentos Norte do Paraná na década de 1940.
Em 1947 surgia, depois da abertura de rua picada no Quilômetro 12, a primeira venda, constituindo-se o ponto de pousada dos pioneiros e viajantes. O surto da expansão cafeeira na região foi fator fundamental no período inicial de colonização, aí então migraram famílias do Norte velho do Paraná (região de Jacarezinho), Santa Catarina, Rio Grande do Sul e Minas Gerais entre muitos outros imigrantes provenientes de outros países.
Criado através da Lei Estadual nº 4245, de 25 de julho de 1960, e instalado em 18 de novembro de 1961, foi desmembrado de Maringá.

## Geografia
Possui uma área de 158,092 km² representando 0,0793 % do estado, 0,0281 % da região e 0,0019 % de todo o território brasileiro. Localiza-se a uma latitude 23°35'56" sul e a uma longitude 52°04'51" oeste, estando a uma altitude de 392 metros. Sua população estimada em 2018 era de 6 695 habitantes.

### Demografia
Dados do Censo - 2010
População total: 5.921
- Urbana: 5.122
- Rural: 450
- Homens: 2.943
- Mulheres: 2.978

Índice de Desenvolvimento Humano Municipal (IDH-M): 0,773
- IDH-Renda: 0,686
- IDH-Longevidade: 0,736
- IDH-Educação: 0,896

### Hidrografia
Pertence a sub-bacia do rio Ivaí, localizando-se a margem direita do mesmo. Uma rica rede hidrográfica: o Córrego Taquaruçu, Ribeirão Caxias, Córrego Haiti, Córrego Yucatan, Córrego Jaci, Ribeirão Floriano, Ribeirão Pinguim e Córrego Guanaco, entre outros de menor importância. Sendo todos estes afluentes da margem direita do rio Ivaí.

## Administração
Atualmente, o município é administrado pelo prefeito Rogério Pereira Mendes (PSD).